# Walter Nienhagen
Walter Nienhagen (* 6. Mai 1927 in Leipzig; † 16. Dezember 2007 in Siegen) war ein deutscher Kommunalpolitiker und ehrenamtlicher Landrat (SPD).

## Leben und Beruf
Nienhagen wurde bereits als Jugendlicher im Jahr 1938 von der Gestapo wegen der Verteilung von Flugblättern aufgegriffen. Im Jahr 1943 war er Luftwaffenhelfer, 1944 befand er sich in einem Wehrertüchtigungslager und im Reichsarbeitsdienst. Nach kurzem Kriegsdienst kam er bis 1947 in jugoslawische Kriegsgefangenschaft. Nach seiner Entlassung besuchte Nienhagen die Leipziger Nikolaischule und bestand im Februar 1948 das Abitur. Er begann an der Universität Leipzig ein Studium der Geschichte. 
An der Leipziger Universität gehörte er zum engeren Kreis um Wolfgang Natonek, dem letzten demokratisch gewählten Studentenratsvorsitzenden der Universität. Wie dieser war Nienhagen Mitglied der LDP-Hochschulgruppe und war in Leipzig-Stötteritz stellvertretender Stadtgruppenführer der LDP.
Er gehörte zu den Mitbegründern eines Antikommunistischen Aktionskomitees, dem auch Helmut Stelling, Rudolf Georgi und Manfred Gerlach angehörten. Nachdem die Arbeit dieser Gruppe von Spitzeln verraten worden war, wurde er am 11. November 1948 durch den sowjetischen Geheimdienst des NKWD/NWD verhaftet und befand sich bis zum Jahr 1950 in Untersuchungshaft in den NKWD-Gefängnissen in Dresden am Münchner Platz und in der Bautzner Straße. Am 7. Januar 1950 verurteilte ein sowjetisches Militärgericht Walter Nienhagen zu 25 Jahren Arbeitslager. Die Verurteilung erfolgte im Widerspruch zur Verfassung der DDR nach dem Strafgesetzbuch der Russischen Föderation wegen Spionage und antisowjetischer Propaganda. Wenig später wurde Nienhagen nach Bautzen in das sogenannte Gelbe Elend gebracht. Am 26. November 1956 wurde er in die Bundesrepublik Deutschland entlassen. 
Der Verdacht, dass an dem Verrat der Gruppe der spätere letzte Staatsratschef der DDR, Manfred Gerlach beteiligt gewesen sein soll, konnte wegen dessen Verhandlungsunfähigkeit nicht verhandelt werden. Das Oberlandesgericht Dresden hatte im Februar 2000 die Anklage gegen Gerlach zugelassen, da dieser hinreichend verdächtig schien, durch Denunziation der Betroffenen, deren Verhaftung und Verurteilung zu rechtswidrigen Freiheitsstrafen zumindest billigend in Kauf genommen zu haben. Am 21. Januar 1990 war Walter Nienhagen vom obersten Militärstaatsanwalt der Russischen Föderation rehabilitiert worden.
Schon am 3. Mai 1956 war er Mitglied der SPD geworden. Ein Mithäftling, der einige Monate vor Nienhagen freigekommen war, hatte dessen Mitgliedsantrag aus dem Gefängnis geschmuggelt.
In den Jahren 1957 bis 1961 studierte er Sozialwissenschaft an der Hochschule für Sozialwissenschaften in Wilhelmshaven. Das Studium schloss er als Diplom-Sozialwirt ab. Im Anschluss war er bei der Fa. Stahlwerke Südwestfalen AG, später Krupp-Stahlwerke, in Geisweid bei Siegen Leiter der Personalabteilung und später Sozialdirektor. Nienhagen war in zahlreichen Gremien der SPD vertreten. Von 1973 bis 1996 war er Vorsitzender des SPD-Unterbezirks Siegen-Wittgenstein. Er war verheiratet und hatte zwei Kinder.
Ab 1964 gehörte Nienhagen dem Gemeinderat Geisweid, im Zuge der kommunalen Neugliederungen ab 1966 dem Stadtrat der Stadt Hüttental und ab 1975 dem Stadtrat in Siegen an. Mitglied des Kreistages des Kreis Siegen, ab 1975 des Kreises Siegen-Wittgenstein war Nienhagen von 1969 bis 1999. In den Jahren 1984 bis 1999 war Nienhagen der letzte ehrenamtliche Landrat des Kreises Siegen-Wittgenstein. Nienhagen vertrat den Kreis und war in zahlreichen Gremien des Landkreistages Nordrhein-Westfalen tätig.
Nienhagen war seit den sechziger Jahren über Jahrzehnte in der Evangelischen Kirche engagiert, viele Jahre Kreissynodaler im Ev. Kirchenkreis Siegen, Synodaler in der Landessynode der Ev. Kirche von Westfalen, langjähriger Vorsitzender des Sozialausschusses der westfälischen Landeskirche, und zudem Mitglied in der Synode der Evangelischen Kirche Deutschlands (EKD).

## Ehrungen
Am 24. April 1981 wurde Nienhagen das Bundesverdienstkreuz am Bande und am 23. Januar 1989 das Bundesverdienstkreuz 1. Klasse verliehen. 
Am 2. Juli 2001 erhielt Nienhagen den Verdienstorden des Landes Nordrhein-Westfalen.

## Werke
- Freiheit, die ich meine : ein Leben im 20. Jahrhundert. Projekte-Verlag Cornelius, Halle 2008, ISBN 978-3-86634-527-0